# اپل استور (برخط)
اپل استور (به انگلیسی: Apple Store) فروشگاه برخط شرکت اپل است. این سرویس در ۱۰ نوامبر ۱۹۹۷ راه‌اندازی شد.